# Keosauqua (Iowa)
Keosauqua es una ciudad ubicada en el condado de Van Buren en el estado estadounidense de Iowa. En el Censo de 2010 tenía una población de 1006 habitantes y una densidad poblacional de 247,24 personas por km².

## Geografía
Keosauqua se encuentra ubicada en las coordenadas 40°44′5″N 91°57′37″O / 40.73472, -91.96028. Según la Oficina del Censo de los Estados Unidos, Keosauqua tiene una superficie total de 4.07 km², de la cual 3.75 km² corresponden a tierra firme y (7.89%) 0.32 km² es agua.

## Demografía
Según el censo de 2010, había 1006 personas residiendo en Keosauqua. La densidad de población era de 247,24 hab./km². De los 1006 habitantes, Keosauqua estaba compuesto por el 97.61% blancos, el 0.4% eran afroamericanos, el 0% eran amerindios, el 0.89% eran asiáticos, el 0% eran isleños del Pacífico, el 0.1% eran de otras razas y el 0.99% pertenecían a dos o más razas. Del total de la población el 1.09% eran hispanos o latinos de cualquier raza.